# Анна Герман
А́нна Вікто́рія Ге́рман-Тухольська (пол. Anna Wiktoria German-Tucholska; 14 лютого 1936, Ургенч, Узбецька РСР, СРСР — 26 серпня 1982, Варшава) — польська співачка, авторка пісень, композиторка та акторка.
Була дуже популярною в Польщі і в СРСР у 1960–1970-х. Відома виконанням пісень різними мовами світу, у першу чергу польською і російською. Лауреатка фестивалів у Монте-Карло, Вісбадені, Братиславі, Сан-Ремо, Неаполі, В'яреджо, Каннах, Остенде, Сопоті, Ополі, Колобжегу, Зеленій Гурі.

## Біографія

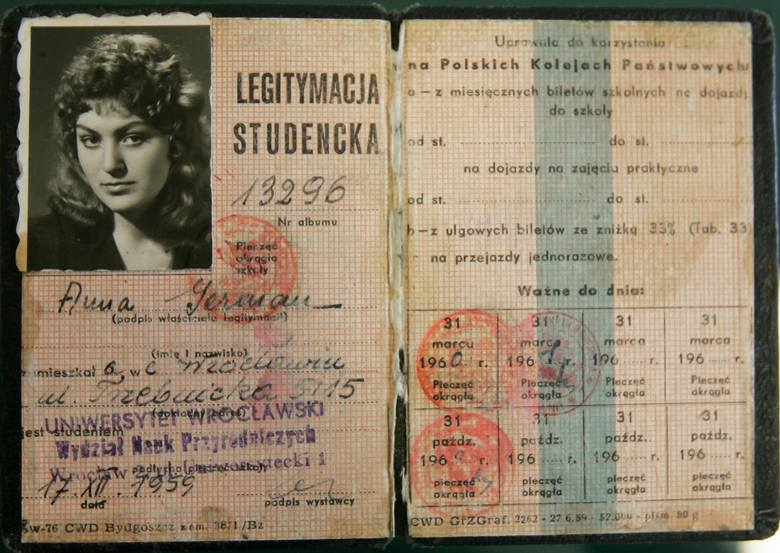

Народилась в Ургенчі, Узбекистан. Її мати Ірма (до шлюбу Мартенс) — із села Великокнязівське Ставропольського краю. Батько — Ойґен Герман (нім. Hörmann) — бухгалтер німецького походження з Лодзі (Царство Польське), був звинувачений у шпигунстві, репресований і розстріляний НКВС у Ташкенті в 1937 році. Анну, її брата і матір депортували до Киргизії.
Вдруге мати Анни одружилася з офіцером Війська Польського на ім'я Герман Бернер, що дозволило їй 1945 року виїхати до Польщі. Там Анна вступила до Вроцлавського університету на факультет геології, але участь у студентській художній самодіяльності дозволила їй згодом стати співачкою. Дебютувала 1960 року в студентському театрі «Каламбур». Отримавши стипендію від італійського уряду, співачка на кілька місяців виїхала до Риму.
Перше визнання її пісні отримали на ІІІ Міжнародному фестивалі пісні в Сопоті (1963), де вона розділила ІІ премію в категорії польських виконавців за пісню «Так мені з цим погано» (пол. Tak mi z tym źle) Генрика Клейна і Броніслава Брока, а також на Всепольському фестивалі естрадних колективів в Ольштині — за італійську пісню «Ave Maria». Справжню популярність Анні Герман принесла 1964 року пісня «Танцюючі Евридики» Катажини Ґертнер і Еви Жеменіцької: друга премія в категорії акторсько-літературної пісні на II Фестивалі польської пісні в Ополі (24–28 травня), перше місце (у місцевому кваліфікаційному турі) і третє — в Міжнародному турі на фестивалі в Сопоті. На III Фестивалі польської пісні в Ополі — перша премія в категорії артистичної пісні за пісню «Розквітну трояндою» (пол. Zakwitnę różą) Катажини Ґертнер і Єжи Міллєра.
27 серпня 1967 року, перебуваючи в Італії на гастролях, потрапила в автокатастрофу і на кілька років утратила можливість виступати. Повернулася на естраду в 1970 роках і здобула «Золотий диск» за довгограючу платівку «Людська доля» (пол. Człowieczy los)  [Архівовано 7 січня 2016 у Wayback Machine.]. Гастролювала у різних країнах, зокрема, сотні концертів дала у СРСР.

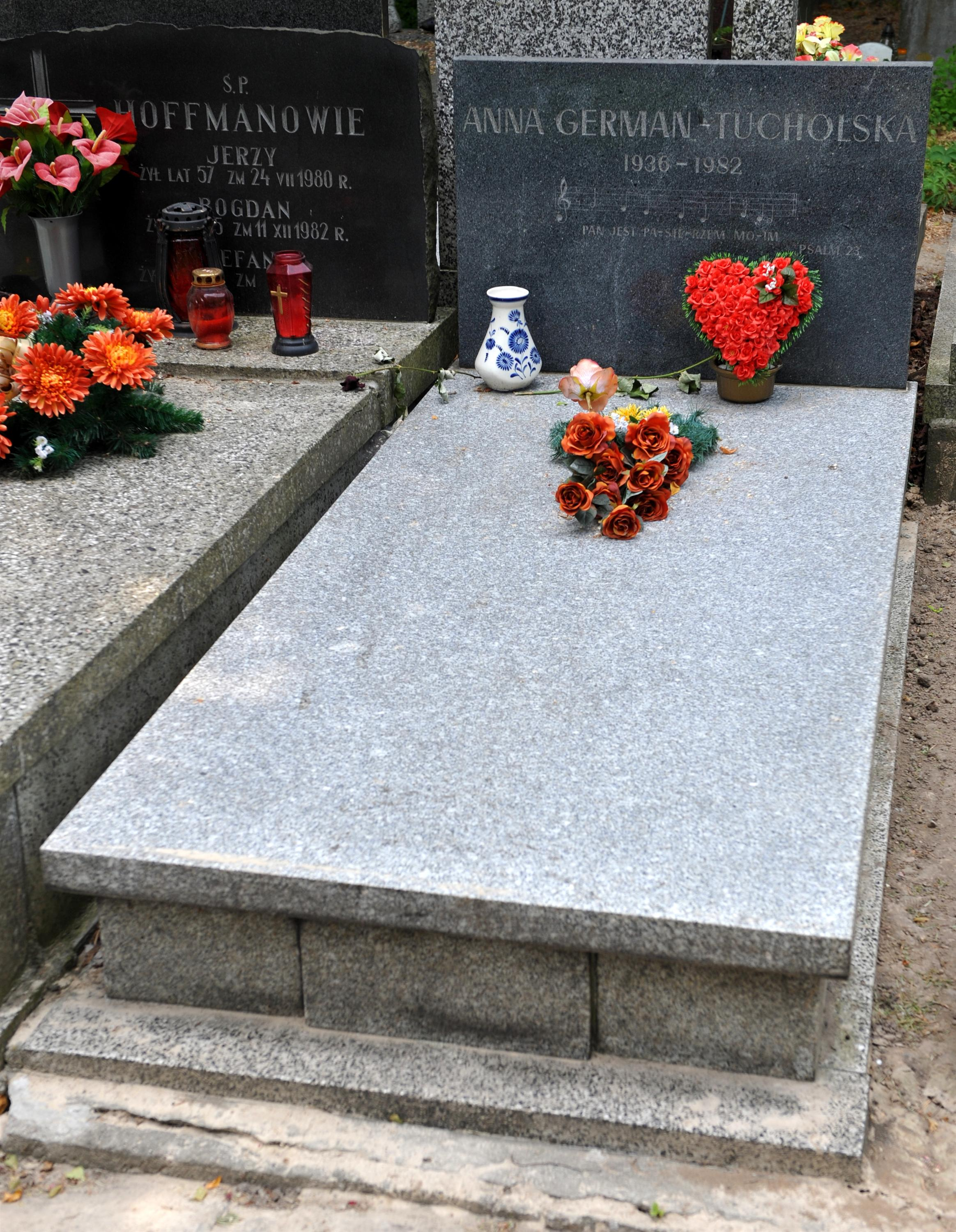
Могила Анни Герман у Варшаві

1972 року одружилася зі Збіґнєвим Тухольським, з яким познайомилася у 1960. Обидвоє були парафіянами церкви адвентистів сьомого дня. 27 листопада 1975 року народила сина Збіґнєва.
Померла від раку кісток у ніч з 25 на 26 серпня 1982 року. Похована у Варшаві на місцевому євангелістсько-реформатському цвинтарі.
2012 року до 30 річниці з дня смерті Анни Герман зняли російський біографічний серіал, створений у співпраці з Україною, Польщею та Хорватією «Анна Герман. Таємниця білого янгола».

## Дискографія[10]

### Альбоми
- 1966 Поёт Анна Герман (СРСР)
- 1966 Tańczące Eurydyki
- 1967 Recital piosenek
- 1967 I classici della musica napoletana (Італія)
- 1970 Człowieczy los
- 1971 Wiatr mieszka w dzikich topolach
- 1971 Д. Скарлатті, арії з опери «Фетіда на Скіросі» (італ. «Tetida in Sciro»)
- 1974 To chyba maj
- 1977 Когда цвели сады (СРСР)
- 1978 Anna German
- 1979 Друг-дельфин (СРСР)
- 1980 Надежда (СРСР)
- 1982 Последняя встреча (СРСР)
- 1983 Niezapomniane przeboje
- 1984 Jesteś moją miłością
- 1987 Эхо любви (концерт 31.12.1979, СРСР)
- 1989 Anna German
- 1989 Znaki zapytania
- 1990 Powracające słowa, vol. 1
- 1990 Powracające słowa, vol. 2

### Міні-платівки
- 1967 Anna German
- 1967 Анна Герман (видавець «Международная книга», СРСР)
- 1971 Piosenki perskie
- 1971 Чтобы счастливым быть (СРСР)
- 1977 Ты, только ты (СРСР)
- 1978 Я люблю танцевать (СРСР)

### Синґли
- 1967 Deszcz na szybie / Uroczysko
- 1967 Chcę być kochaną / Cygański wóz
- 1967 Cyganeria / Zimowe dzwony
- 1967 Te faje desidera (Італія)
- 1967 Gi / Prima tu Single (Італія)
- 1967 Chi sei tu / Meglio dire di no (Італія)
- 1969 Melodia dla synka / Jesteś moją miłością
- 1970 Człowieczy los / Dziękuję Ci mamo
- 1970 Gałązka snów / Trampowski szlak
- 1970 Złociste mgły / Za grosiki marzeń
- 1971 A mama asi como / Quadro cartas
- 1972 Warszawa w różach / Wiatr mieszka w dzikich topolach

### Музичні листівки
- 1963 Cyganeria
- 1967 A jeżeli mnie pokochasz
- 1969 Melodia dla synka
- 1969 Chcę tańczyć w majową noc
- 1970 Księżyc i róże
- 1970 Śnieżna panienka
- 1970 Być może
- 1970 Człowieczy los
- 1970 Skąd przyjdzie noc
- 1971 Cztery karty
- 1971 Trzeba się nam pośpieszyć
- 1974 Gdy śliczna panna
- 1975 Gdy śliczna panna / Lulajże Jezuniu
- 1975 Pozwól, żeby ktoś wziął twoje serce / Moje miejsce na ziemi
- 1978 List do Chopina
- 1979 Tylko w tangu / Dookoła kipi lato

### Касети
- 1994 Złote przeboje neapolitańskie
- 1995 Planeta Anna, vol. 1
- 1995 Planeta Anna, vol. 2
- 1999 Антология советского шлягера (СРСР)

### Компакт-диски
- 1991 Recital piosenek «Zakwitnę różą» (видавець «Polskie nagrania», PNCD 118)
- 1994 Nasza ścieżka (видавець «Polskie nagrania», PNCD 280)
- 1996 Незабытый мотив (видавець «Мелодия», Росія)
- 1996 Лучшие песни (Росія)
- 1998 Wiatr mieszka w dzikich topolach
- 1998 Когда цвели сады (видавець «Мелодия», Росія)
- 1999 Tańczące Eurydyki (серия «Galeria polskiej piosenki», видавець «Yesterday», 83098815-2)
- 1999 Złote przeboje (серия «Platynowa kolekcja», видавець «Point Music», PM 029-2)
- 1999 Bal u Posejdona (серия «Złota kolekcja»)
- 2000 Российская эстрадная музыкальная энциклопедия (Росія)
- 2000 Последняя встреча (Росія)
- 2001 Tańczące Eurydyki
- 2001 Recital piosenek
- 2001 Człowieczy los
- 2001 Wiatr mieszka w dzikich topolach
- 2001 Domenico Scarlatti, арії з опери «Tetida in Sciro»
- 2001 To chyba maj
- 2001 Pomyśl o mnie
- 2001 Любви негромкие слова (Росія)
- 2001 Ваши любимые песни (Росія)
- 2003 Człowieczy los
- 2003 Золотой век русской эстрады (Росія)
- 2003 Посидим, помолчим… (часть 1, видавець «JAM», Росія)
- 2003 Спасибо тебе, мое сердце (часть 2, видавець «JAM», Росія)
- 2003 Наш путь (часть 3, видавець «JAM», Росія)
- 2003 Мы друг для друга (часть 4, видавець «JAM», Росія)
- 2003 Верь мне, сердце (часть 5, видавець «JAM», Росія)
- 2003 Наши любимые песни (часть 6, видавець «JAM», Росія)
- 2004 Złote przeboje
- 2006 Анна Герман. Танцующие Эвридики (серия «Имена на все времена», видавець «Монолит-рекордс», Росія)
- 2006 Анна Герман (серия «Золотая коллекция Ретро», 2CD, видавець «Bomba Music», Росія)
- 2006 Анна Герман. Романтика (серия «Золотая коллекция Ретро», 2CD, видавець «Bomba Music», Росія)
- 2008 Золотые неаполитанские шлягеры (видавець «Квадро-Диск», Росія)
- 2010 Анна Герман. Надежда (серия «Серебряная Мелодия», видавець «Мелодия», Росія)

## Фільмографія
- 1966 — Морські пригоди (пол. Marynarka to męska przygoda)
- 1970 — Пейзаж після битви (пол. Krajobraz po bitwie) (роль американки)
- 1970 — Пором (пісні)
- 1970 — Баладина (пол. Balladyna) — виконання музики (спів)
- 1970 — Щасливі острови (пол. Wyspy szczęśliwe) — композитор і виконавець своїх пісень
- 1977 — Доля (пол. Sudba) — виконання пісні «Эхо любви»
- 2013 — Анна Герман (біографічний фільм) — у фільми були використані її пісні